# Karlovac
Karlovac (węg. Károlyváros, niem.Karlstadt) – miasto w Chorwacji, stolica żupanii karlowackiej, siedziba miasta Karlovac. Jest położony na południowy zachód od Zagrzebia, nad 4 rzekami: Kupą, Koraną, Mreznicą i Dobrą. W 2011 roku liczył 46 833 mieszkańców.
W mieście rozwinął się przemysł maszynowy, metalowy, włókienniczy oraz skórzano-obuwniczy.
Miasto założone w 1579 roku przez arcyksięcia austriackiego Karola jako twierdza wchodząca w skład umocnień przeciwko wojskom Imperium Osmańskiego. Podczas Wojny Ojczyźnianej w 1991 roku miały tu miejsce ciężkie walki pomiędzy Serbami i Chorwatami. Podobnie podczas odbijania Krajiny w 1995 r. Szczególnie ciężkie walki miały miejsce w dzielnicy Turanj, gdzie znajdowała się żółta granica między wojskami NATO i Jugosławii. Wojska NATO przyjęły sobie za sztab szkołę w tej dzielnicy. Do dzisiaj w Turanj istnieje Muzeum Wojny Domowej, w którym prezentowany jest sprzęt NATO i Chorwacji używany podczas tego konfliktu.

## Miasta partnerskie
- Alessandria, Włochy
- Kansas City, Stany Zjednoczone
- Kragujevac, Serbia